# Depopulacija
Depopulacija je pojava smanjenja broja stanovnika nekog kraja ili zemlje zbog iseljavanja i malog prirasta broja rođenih, zbog čega u ruralnim područjima ostaje uglavnom starije stanovništvo, a za posljedicu može imati izrazitu depopulaciju, odnosno izumiranje jer je prirodni prirast ispod nule. Razlozi iseljavanja stanovništva nekog kraja uglavnom izazvani ekonomskim problemima, prvenstveno nezaposlenost i bijeg sa zemlje (sela), te odlazak u veća urbana središta zbog lakšeg života i bolje zarade. Iseljavanja uvijek idu iz ruralnih, slabije razvijenijih krajeva, u veća urbana središta i dovode do njihovog brzog širenja, i u nekim slučajevima, kao u Latinskoj Americi, do overpopulacije s nastankom golemih sirotinjskih četvrti velikih gradova.
Često se naziva bijelom kugom.

## Vanjske poveznice
- Šokantni demografski podatci: za samo dvije godine u Hrvatskoj počinje depopulacija
- Depopulacija Hrvata u Vojvodini (1953.-2002.)  Arhivirana inačica izvorne stranice od 6. prosinca 2009. (Wayback Machine)
- Depopulacija u Hrvatskoj